# Sam Johnson (fotbollsspelare)
Sam Garyahzon Johnson, född 6 maj 1993 i Monrovia, är en liberiansk fotbollsspelare (anfallare).

## Karriär
I september 2011 blev Johnson klar för spel i Assyriska IF. Inför säsongen 2012 skrev han på för Juventus IF. Till sommaren 2012 gick han över till Härnösands FF. I november 2012 skrev Johnson på ett treårskontrakt med IK Frej. Säsongen 2014 gjorde Johnson 12 mål och var med och spelade upp laget till Superettan.
I december 2014 värvades Johnson av Djurgårdens IF, som han skrev på ett fyraårskontrakt med. Han gjorde sin allsvenska debut den 5 april 2015 i en 2–1-förlust mot IF Elfsborg. Johnson gjorde sitt första allsvenska mål den 13 april 2015 i stockholmsderbyt mot Hammarby IF, som dock Djurgården förlorade med 2–1.
I juli 2016 värvades Johnson av kinesiska Wuhan Zall. I januari 2018 bröt Johnson sitt kontrakt med klubben. Senare samma månad värvades Johnson av norska Vålerenga, där han skrev på ett 3,5-årskontrakt.
Den 4 februari 2019 värvades Johnson av amerikanska Real Salt Lake. Den 31 oktober 2020 meddelade Real Salt Lake att de kommit överens med Johnson om att bryta kontraktet. I februari 2021 värvades Johnson av malaysiska Sabah.
Den 4 augusti 2021 värvades Johnson av Mjällby AIF, där han skrev på ett tvåårskontrakt. Den 23 april 2022 lämnade Johnson Mjällby AIF och gick till kazakiska Aksu FK. Efter en kort sejour i Vasalunds IF och ett avbrott från fotbollen skrev han i augusti 2023 på ett kontrakt med Bodens BK.